# Periyasamy Chandrasekaran

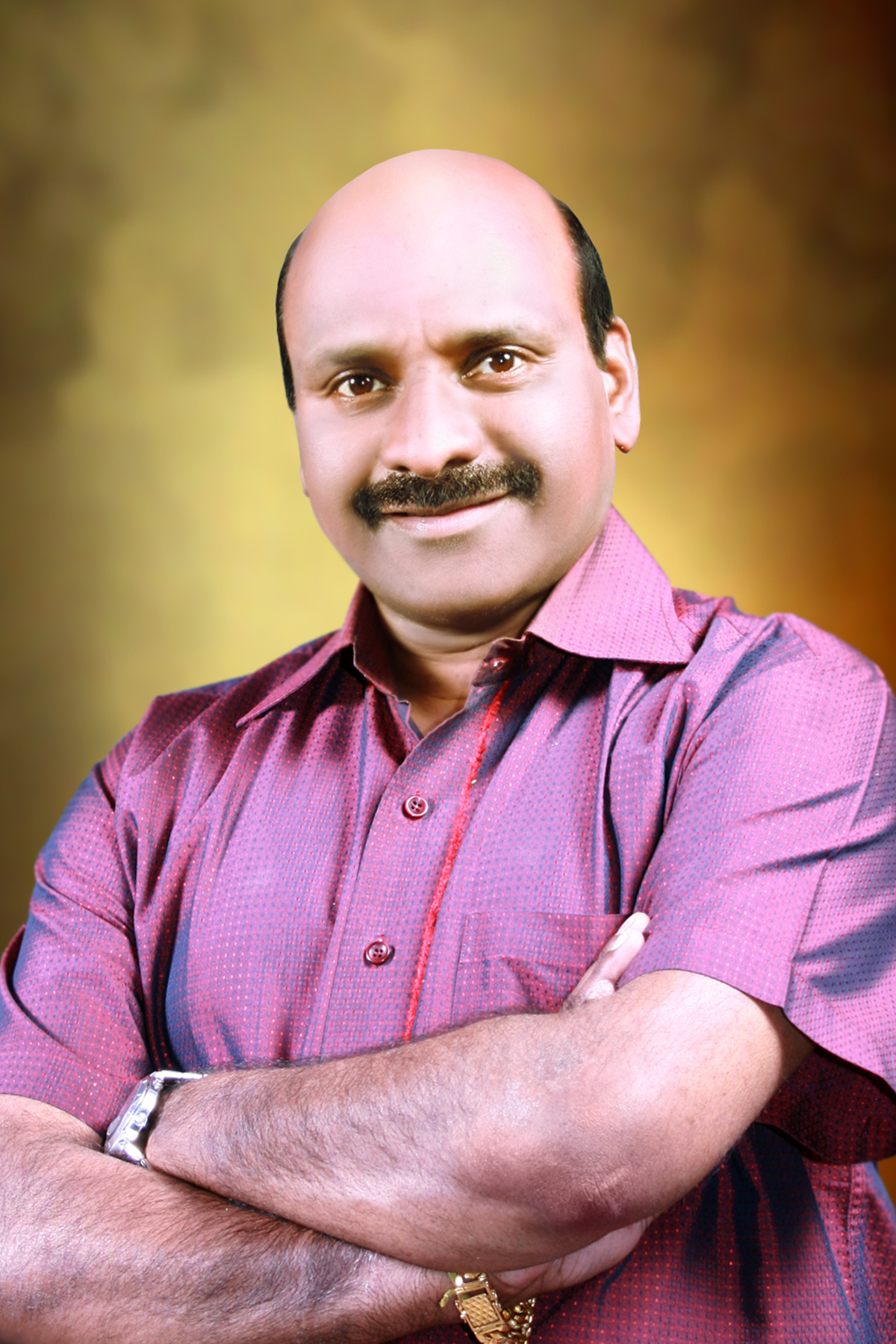
Periyasamy Chandrasekaran

Periyasamy Chandrasekaran (Talawakelle, 16 april 1957 - Colombo, 1 januari 2010) was een Sri Lankaans politicus.
Chandrasekaran richtte in 1994 het Up-Country People's Front (UPF) op, nadat hij het jaar daarvoor gearresteerd was vanwege de wet op het terrorisme, en was tot aan zijn overlijden in 2010 lid van het parlement van Sri Lanka. In 2001 werd hij minister van ontwikkeling van infrastructuur. Bij zijn overlijden was hij een van de twee UPF-ministers in de regering.